# ماشيل
ماشيل هي سلسلة مانغا يابانية من تأليف ورسم هاجيمي كوموتو. نشرت في مجلة شونن جمب الأسبوعية في يناير 2020 من قبل شركة شوئيشا وجمعت في 12 تانكوبون.

## الجوائز والترشيحات
| قائمة الجوائز والترشيحات | قائمة الجوائز والترشيحات | قائمة الجوائز والترشيحات               | قائمة الجوائز والترشيحات | قائمة الجوائز والترشيحات | قائمة الجوائز والترشيحات |
| السنة                    | الجائزة                  | الفئة                                  | المستلم                  | النتيجة                  | م.                       |
| ------------------------ | ------------------------ | -------------------------------------- | ------------------------ | ------------------------ | ------------------------ |
| 2024                     | جوائز كرانشي رول للأنمي  | أفضل أنمي كوميدي                       | ماشيل                    | رُشِّح                      | [ 2 ]                    |
| 2024                     | جوائز كرانشي رول للأنمي  | أفضل أنمي خيالي                        | ماشيل                    | رُشِّح                      | [ 2 ]                    |
| 2025                     | جوائز كرانشي رول للأنمي  | أفضل انمي كوميدي                       | ماشيل                    | فوز                      | [ 3 ]                    |
| 2025                     | جوائز كرانشي رول للأنمي  | أفضل أغنية أنمي                        | ماشيل                    | رُشِّح                      | [ 3 ]                    |
| 2025                     | جوائز كرانشي رول للأنمي  | أفضل شارة بداية لأنمي                  | ماشيل                    | رُشِّح                      | [ 3 ]                    |
| 2025                     | جوائز كرانشي رول للأنمي  | أفضل اداء صوتي - البرتغالية البرازيلية | بيدرو أزيفيدو            | رُشِّح                      | [ 3 ]                    |